# 魯卡拉拉河
2°26′15″S 29°29′38″E / 2.437457°S 29.493914°E
魯卡拉拉河（Rukarara）是盧旺達的河流，位於該國西部，屬於穆沃戈河的支流，發源自尼温圭国家公园，2013年該河建有微型發電站以幫助發展經濟。